# Ommoy
Ommoy é uma comuna francesa na região administrativa da Normandia, no departamento Orne. Estende-se por uma área de 5,59 km². Em 2010 a comuna tinha 122 habitantes (densidade: 21,8 hab./km²).